# Маркиз Бат
Маркиз Бат (англ. Marquess of Bath) — наследственный титул пэра Великобритании. Он был создан в 1789 году для Томаса Тинна, виконта Уэймута. Вспомогательные титулы маркиза Бата: барон Тинн (англ. Baron Thynne) из Уорминстера (графство Уилтшир), и виконт Уэймут (англ. Viscount Weymouth), созданные в 1682 году. Маркизы Бата также являются баронетами баронетства Англии.

## Истории Тиннов до 1800 года
Род Тинн ведет своё происхождение от военного и придворного сэра Джона Тинна (ум. 1580), который построил поместье Лонглит-хаус в 1567—1579 годах. В 1641 году его правнук Генри Фредерик Тинн получил титул баронета из замка Каус в баронетстве Англии. Ему наследовал сын Томас Тинн (1640—1714), 2-й баронет. Он представлял Оксфордский университет и Тамуорт в Палате общин, а также служил посланником в Японии. В 1682 году Томас стал пэром Англии, получив титулы барона Тинна из Уорминстера (графство Уилтшир) и виконта Уэймут (графство Дорсет) с правом наследования для своих младших братьев. Его старший сын Генри Тинн (1675—1708) пять раз избирался в Палату общин и скончался при жизни отца, оставив только двух дочерей. Вторым виконтом Уэймут стал Томас Тинн (1710—1751), внук Генри Фредерика Тинна, брата 1-го виконта Уэймута. В 1729 году он женился вторым браком на леди Луизе Картерет (ок. 1712—1736), дочери Джона Картерет, графа Гренвиля, по женской линии внука Джона Гренвиля, 1-го графа Бата (1628—1701). В 1751 году ему наследовал старший сын Томас Тинн, 3-й виконт Уэймут (1734—1796). Он был видным государственным деятелем, занимал должности государственного секретаря Северного Департамента (1768, 1779) и государственного секретаря Южного Департамента (1768—1770, 1775—1779). В 1789 году Томас Тинн, 3-й виконт Уэймут, получил титул маркиза Бата.

## История Тиннов с 1800 года до настоящего времени

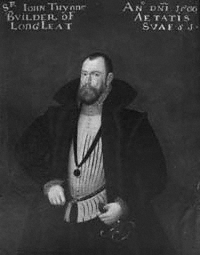
Сэр Джон Тинн (1515—1580), строитель Лонглита

В 1796 году титулы унаследовал Томас Тинн, 2-й маркиз Бат (1765—1837). Он был депутатом Палаты общин от Уобли и Бата, а также служил лордом-лейтенантом графства Сомерсет (1819—1837). Его старший сын Томас Тинн, виконт Уэймут (1796—1837), также был депутатом Палаты общин от Уобли, но скончался на два месяца раньше отца. Поэтому в марте 1837 года титул лорда Бата унаследовал его второй сын Генри Фредерик Тинн, 3-й маркиз (1797—1837), который умер три месяца спустя. Он служил капитаном в королевском флоте и был депутатом Палаты общин от Уобли. Ему наследовал 6-летний старший сын Джон Александр Тинн, 4-й маркиз Бат (1831—1896). Он был председателем Совета графства Уилтшир и лордом-лейтенантом графства Уилтшир. Ему наследовал в 1896 году старший сын Томас Генри Тинн, 5-й маркиз Бат (1862—1946). Он был консервативным политиком и некоторое время служил заместителем государственного секретаря Индии в 1895 году. Ему наследовал в 1946 году второй сын Генри Фредерик Тинн, 6-й маркиз Бат (1905—1992), который в 1931—1935 годах был депутатом Палаты общин от Фрума. В 1992 году следующим носителем титула стал его старший сын Александр Джордж Тинн, 7-й маркиз Бат (1932—2020). Он был известным политиком, писателем и художником, скончался от коронавирусной инфекции COVID-19 4 апреля 2020 года. Ему наследовал его единственный сын 8-й маркиз Бат.

## Другие члены рода

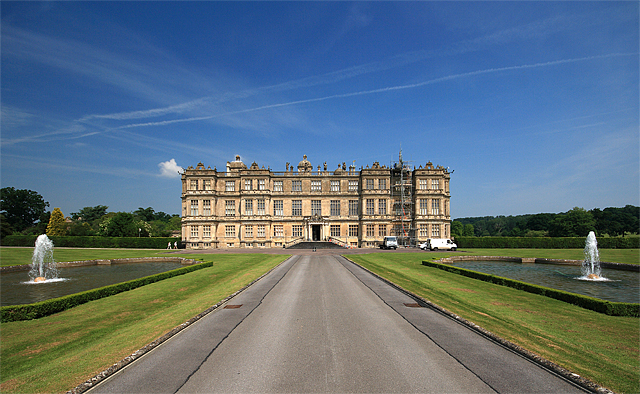
Лонглит-хаус, родовая резиденция Тиннов, маркизов Бат

Генри Тинн (1735—1826), второй сын 2-го виконта Уэймута, унаследовал от матери имения Картеретов, изменил свою фамилию на «Картерет» и стал 1-м баронетом Картеретом (1784—1826). Преподобный лорд Джон Тинн, третий сын 2-го маркиза Бата, был суб-деканом Вестминстерского аббатства, его седьмой сын, сэр Реджинальд Томас Тинн (1843—1926), был генерал-майором британской армии. Лорд Генри Тинн (1832—1904), второй сын 3-го маркиза Бата, являлся консервативным политиком и казначеем королевской семьи (1875—1880). Лорд Александр Тинн (1873—1918), третий сын 4-го маркиза Бата, представлял Бат в Палате общин в 1910—1918 годах.
Родовая резиденция — поместье Лонглит-хаус на границе графств Уилтшир и Сомерсетшир.

## Ранние Тинны из Лонглита
- Сэр Джон Тинн Старший (ок. 1515 — 21 мая 1580), сын сэра Томаса Тинна, строитель Лонглита
- Сэр Джон Тинн Младший (21 сентября 1555 — 21 ноября 1604), сын сэра Джона Тинна
- Сэр Томас Тинн (ок. 1578 — 1 августа 1639), сын предыдущего
- Сэр Джеймс Тинн (1605 — 12 октября 1670), сын сэра Томаса Тинна
- Сэр Томас Тинн (1648 — 12 февраля 1682), сын Томаса Тинна (ок. 1610—1669), внук сэра Томаса Тинна

## Баронеты Тинны из замка Каус (1641)
- 1641—1680: Сэр Генри Фредерик Тинн, 1-й баронет (1 марта 1615 — 6 марта 1680), сын сэра Томаса Тинна (ок. 1578—1639)
- 1680—1714: Сэр Томас Тинн, 2-й баронет (1640 — 28 июля 1714), 1-й барон Тинн (1680—1714), сын предыдущего, с 1682 года — виконт Уэймут

## Виконты Уэймут (1682)
- 1682—1714: Томас Тинн, 1-й виконт Уэймут (1640 — 28 июля 1714), сын Томаса Тинна, 1-го баронета
  - Генри Тинн (8 февраля 1675 — 20 декабря 1708), старший сын Томаса Тинна, 1-го виконта Уэймута
- 1714—1751: Томас Тинн, 2-й виконт Уэймут (21 мая 1710 — 12 января 1751), сын Томаса Тинна (ок. 1687—1710) и леди Мэри Вильерс, внук Генри Фредерика Тинна (ум. 1705), правнук Генри Фредерика Тинна, 1-го баронета.
- 1751—1796: Томас Тинн, 3-й виконт Уэймут (13 сентября 1734 — 19 ноября 1796), старший сын Томаса Тинна, 2-го виконта Уэймута, с 1789 года — маркиз Бат.

## Маркизы Бата (1789)

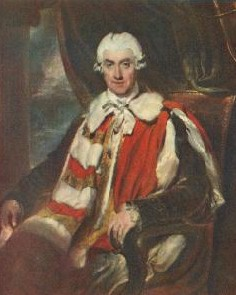
Томас Тинн, 1-й маркиз Бат

- 1789—1796: Томас Тинн, 1-й маркиз Бат (13 сентября 1734 — 19 ноября 1796), старший сын 2-го виконта Уэймута;
- 1796—1837: Томас Тинн, 2-й маркиз Бат (25 января 1765 — 27 марта 1837), сын предыдущего;
- 1837—1837: Генри Фредерик Тинн, 3-й маркиз Бат (24 мая 1797 — 24 июня 1837), второй сын 2-го маркиза Бата;
- 1837—1896: Джон Александр Тинн, 4-й маркиз Бат (1 марта 1831 — 20 апреля 1896), старший сын предыдущего;
- 1896—1946: Томас Генри Тинн, 5-й маркиз Бат (15 июня 1862 — 9 июня 1946), старший сын 4-го маркиза Бата;
- 1946—1992: Генри Фредерик Тинн, 6-й маркиз Бат (26 января 1905 — 30 июня 1992), младший (второй) сын предыдущего;
- 1992—2020: Александр Джордж Тинн, 7-й маркиз Бат (6 мая 1932 — 4 апреля 2020), второй сын 6-го маркиза Бата;
- 2020 — настоящее время: Кевлин Генри Ласло Тинн, 8-й маркиз Бат (род. 6 июня 1974), единственный сын 7-го маркиза Бата;
  - Наследник: Джон Александр Лади Тинн, виконт Уэймут (род. 26 октября 2014), старший сын 8-го маркиза Бата;
  - Второй наследник: лорд Генри Ричард Исаак Тинн (род. 30 декабря 2016), второй сын 8-го маркиза Бата.